# Jacques Pilartz
Jakob (Jacques) Pilartz (* 22. August 1836 in Köln; † 16. September 1910 in Bad Kissingen) war ein deutscher Fotograf, Hoffotograf und Hoflieferant mehrerer deutscher Herrscher.

## Leben

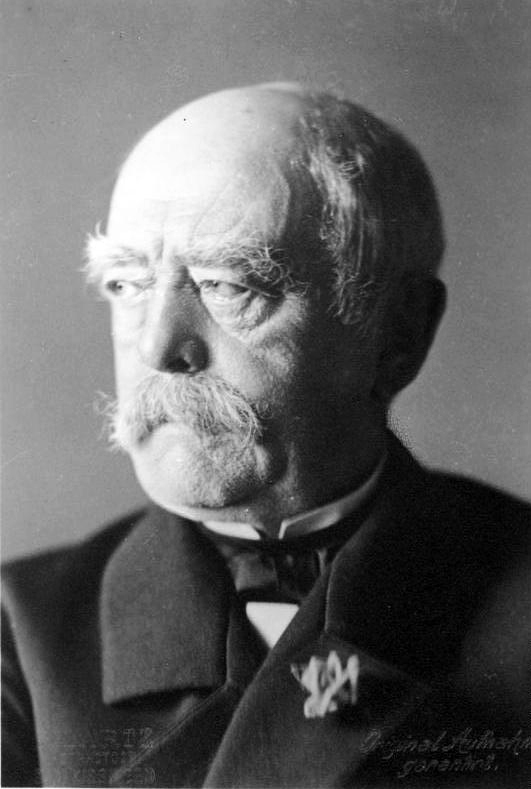
Offizielles Bismarck-Foto, aufgenommen von Jacques Pilartz am 31. August 1890

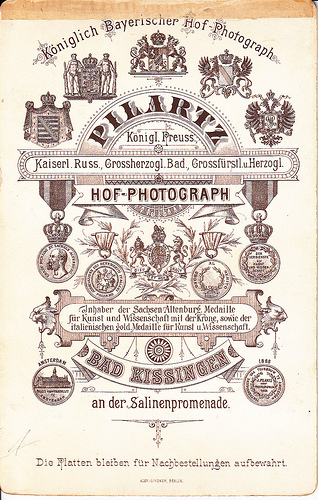
Revers mit Abbildungen der verliehenen Orden und Ehrenzeichen

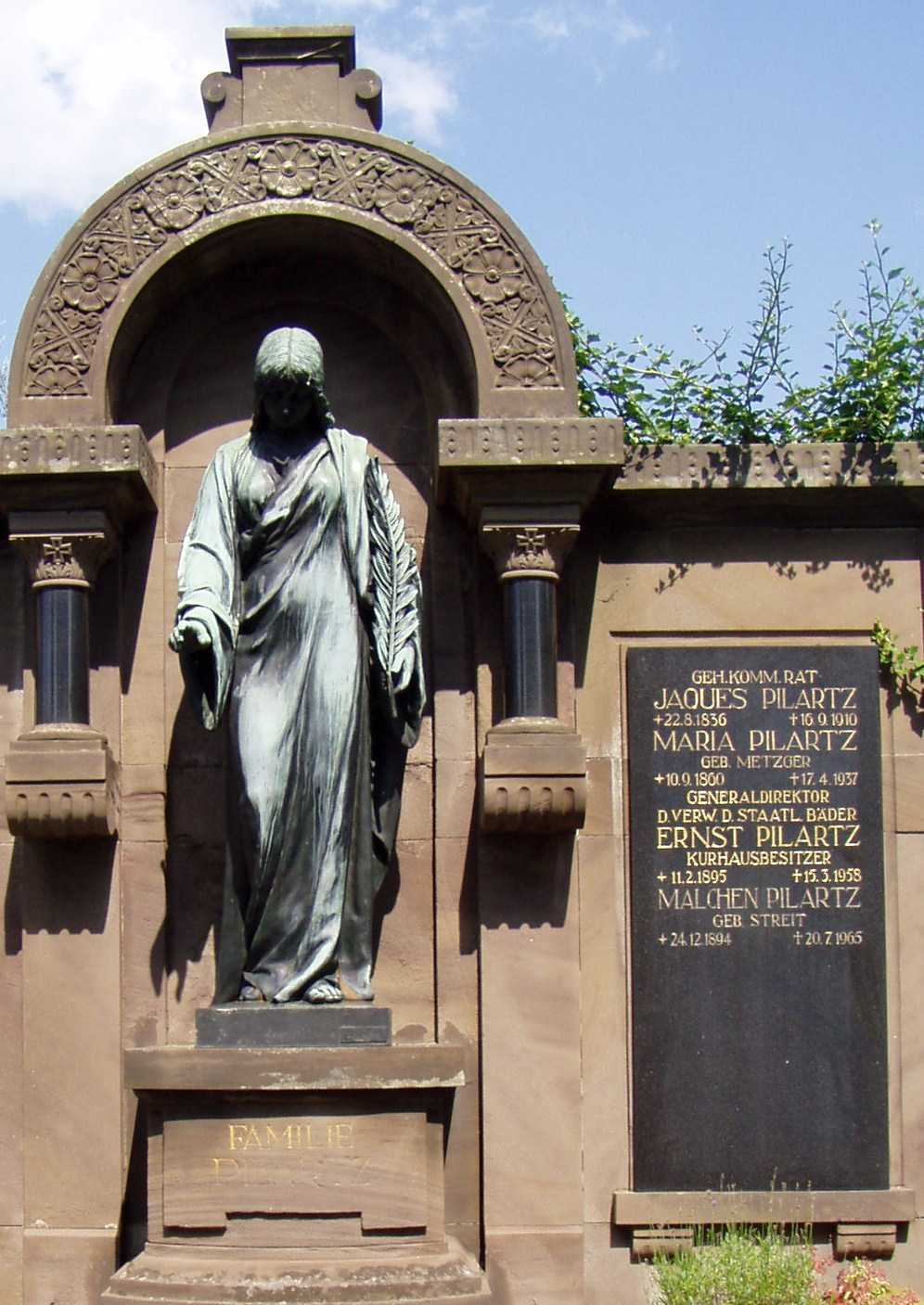
Pilartz-Familiengrab
(Kapellenfriedhof, Bad Kissingen)

Er war der Sohn des Technikers Johann Joseph Pilartz und der Sibylla Odenthal. Über seine Schul- und Lehrjahre weiß man nichts. Einige Zeit muss Pilartz in Elberfeld bei Wuppertal gelebt haben, denn von dort kam er am 9. Dezember 1857 zurück nach Köln.
In Köln betrieb er eine „Photographische Anstalt“ und fertigte Einzel- und Gruppenfotos „sowohl auf Glas und Papier wie auch auf Wachsleinen“. Im Jahr 1862 ließ er sich einen Reisepass nach Emmerich am Rhein (Kreis Kleve) ausstellen und zog von dort weiter nach Amsterdam.
In Amsterdam hatte er mit seiner Arbeit im eigenen Fotoatelier einigen Erfolg, was durch die Verleihung einer Silbermedaille (1868), eines Diploms der „Amsterdamschen Photographischen Vereeniging“ (1875) und durch lobende Erwähnungen in der Presse belegt ist. Einen besonderen Erfolg hatte er am 9. September 1874 mit seinen Aufnahmen vom Start zur Leuchtballonfahrt des Eugène Godard.
Pilartz beschäftigte sich wie die meisten Fotografen seiner Zeit mit verschiedenen Experimenten. So entwickelte er ein Emailverfahren, mit dem es möglich war, Fotos ein emailliertes Aussehen zu geben. Dieses Verfahren, für das er Sandarak, Schellack, Alkohol und Terpentin verwendete, veröffentlichte er 1873 mit einer genauen Gebrauchsanweisung.
Mit seiner zweiten Ehefrau Marie Mickler (??–1884) vertrieb er auch eine von ihm entwickelte Haarfärbetinktur und führte außerdem noch einen Blumen- und einen internationalen Immobilienhandel. Er nahm die niederländische Staatsangehörigkeit an, was nach einem mehr als sechsjährigen Aufenthalt auch für „Fremdlinge“ leicht möglich war. Warum er die Niederlande nach zehn Jahren wieder verließ, ist nicht bekannt.
Vielleicht war es der wachsende Bekanntheitsgrad des bayerischen Kurortes Kissingen und dessen hochrangige Gäste aus internationalem Adel, was ihn bewog, im Jahr 1875 Amsterdam zu verlassen und im Mai des Jahres an der Kissinger Salinenpromenade ein Fotoatelier zu eröffnen, um am wachsenden Erfolg des weltweit bekannten Kurorts teilzuhaben. Er muss damals schon vermögend gewesen sein, um sich an dieser Promenade ein „Atelier ersten Ranges“ leisten zu können. Die Einrichtung und Ausstattung musste den hohen Ansprüchen seiner auserwählten Kundschaft entsprechen. Hierzu gehörten Kronprinz Friedrich (der spätere Kaiser Friedrich III.), die Großfürstin Maria Pawlowna von Russland mit ihren Söhnen, Deutschlands letzte Kaiserin Auguste Viktoria mit ihren Söhnen, Herzog Christian von Schleswig-Holstein, Herzog Ernst von Sachsen-Altenburg, Joseph Victor von Scheffel, Adolph von Menzel, Heinrich Schliemann, Prinzregent Albrecht von Braunschweig, Prof. Max von Pettenkofer oder auch Königin Mary von Hannover, deren persönliches Urteil über Pilartz' Atelier in einer Zeitungsnotiz von 1883 zitiert wurde: „Die hohe Frau war von dem geschmackvoll eingerichteten Etablissement auf das Angenehmste überrascht, nahm mit lebhaftem Interesse die vortrefflichen Kunstwerke in Augenschein und sprach in liebenswürdiger Weise ihre volle Anerkennung über die künstlerische Ausführung derselben aus. Ihre Majestät wünschten darauf mehrere photographische Aufnahmen ....“
Aufgrund seines Geschäftserfolgs, seines Bekanntheitsgrades und seiner elitären Kundschaft wurde Pilartz im Laufe seines Berufslebens zum königlich preußischen Hofphotographen, zum königlich bayerischen, kaiserlich und großfürstlich russischen, großherzoglich badischen sowie zum großfürstlich und herzoglich braunschweigisch-lüneburgischen Hofphotographen ernannt. Außerdem wurde ihm von Sachsen-Altenburg der in Deutschland sonst nicht übliche Titel des Geheimen Kommissionsrats verliehen.
Pilartz wurde sogar nach Berlin gerufen, um dort den toten Kaiser Wilhelm I. und den 90-jährigen Generalfeldmarschall Hellmuth Graf von Moltke zu fotografieren. Solche Fotos waren ein hervorragendes Geschäft und wurden in ganz Deutschland vertrieben. Dasselbe galt für seine Bismarck-Fotos. Pilartz war der Bismarcks Lieblingsfotograf und Bismarck war Pilartz' Lieblingskunde. Er fotografierte Bismarck mit seiner Plattenkamera wiederholt bei dessen 14 jeweils mehrwöchigen Kurbesuchen in Bad Kissingen. Besonders die im Sommer 1890 entstandene Porträtserie, die Bismarck gern für die eigene Stilisierung als „elder statesman“ nutzte, fand in Deutschland weite Verbreitung. Seine Fotos dienten vermutlich auch Franz von Lenbach als Vorlage für dessen Bismarck-Porträts, da dieser gern nach Foto-Vorlagen arbeitete; jedenfalls bedankt sich Lenbach bei Pilartz für solche Fotos. Auch für die 1908 entstandene und für die Walhalla bei Regensburg bestimmte Bismarck-Büste des Münchener Kunstakademie-Professors Erwin Kurz (1857–1931) dienten Pilartz-Fotos als Vorlage.
Nach dem Tod seiner zweiten Ehefrau Marie Mickler († 1884) heiratete Pilartz 1886 in dritter Ehe Marie Metzger (* 10. September 1860 in Würzburg; † 17. April 1937 in Bad Kissingen), mit der er sechs Söhne hatte.
Im Jahr 1887 traf ihn ein Kissinger Schütze bei einem Jagdunfall am rechten Auge, dass dieses trotz sofortiger Operation nicht mehr gerettet werden konnte und Pilartz nun ein Glasauge tragen musste. In nachfolgenden Prozessen wurden ihm 1500 Mark Schmerzensgeld, 1092 Mark Kurkosten und 700 Mark Jahresrente auf Lebenszeit zugesprochen.
Im Jahr 1901 erhielt er für sich und seine Familie die bayerische Staatsangehörigkeit und die Angehörigkeit zum Deutschen Reich, nachdem der Kölner Regierungspräsident mitteilte, dass keine preußische Staatszugehörigkeit sich feststellen ließ und er diese durch seinen zehnjährigen Aufenthalt in Holland ohnehin verloren hätte.
Zwei Tage nach seinem Tod am 16. September wurde Pilartz am 18. September in seinem Familiengrab auf dem Kapellenfriedhof in Bad Kissingen beigesetzt. Er habe „das Höchste erreicht, was in seinem Fache zu erreichen war“, sagte Stadtpfarrer Roth über ihn, er „sei aber auch ein charaktervoller Mensch gewesen, der, wenn er auch äußerlich manche Ecken und Unebenheiten aufwies, doch stets eine milde Hand .... gehabt habe.“

## Auszeichnungen

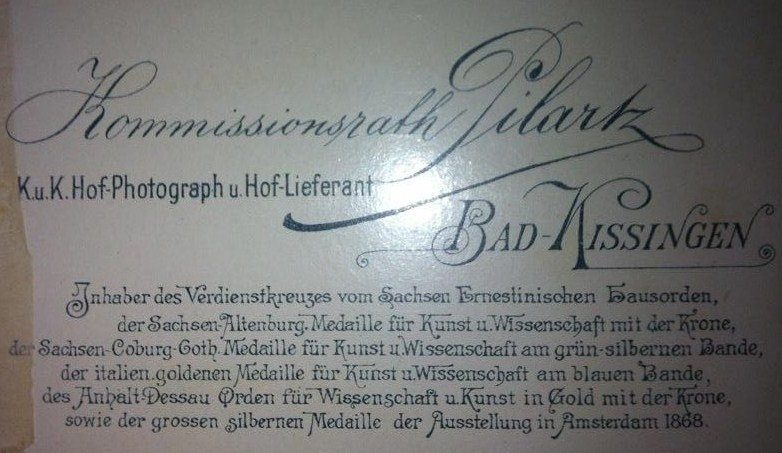
Liste der Auszeichnungen

- Große Silbermedaille einer Ausstellung in Amsterdam (1868)
- Diplom der „Amsterdamschen Photographischen Vereeniging“ (1875)
- Goldmedaille 2. Klasse für Kunst und Wissenschaft am blauen Band  der „Associazione di benemeriti Italiani“ im Jahr 1885[3]
- Verdienstkreuz des Herzoglich Sächsisch-Ernestinischen Hausordens[4]
- Sachsen-Altenburgische Medaille für Kunst und Wissenschaft in Silber mit Krone durch Herzog Ernst von Sachsen-Altenburg im Jahr 1890[5]
- Sachsen-Coburg-Gothaische Medaille für Kunst und Wissenschaft am grün-silbernen Band im Jahr 1895[6]
- Medaille für Wissenschaft und Kunst durch den Herzog von Anhalt im Jahr 1896[7]
- Commissionsrat

„Herzoglich Sachsen-Altenburgischer Commissionsrat“ durch Herzog Ernst von Sachsen-Altenburg im Jahr 1895
- Hof-Photograph

„Großherzoglich badischer Hof-Photograph“ durch den Großherzog von Baden im Jahr 1888
„Kgl. bayer. Hofphotograph“ durch den Prinzregenten im Jahr 1892
„Hofphotograph und Hoflieferant Sr. königl. Hoheit Prinz und Prinzessin Christian zu Schleswig-Holstein“ per Dekret vom 5. April 1898
„Herzoglich braunschweigerisch-lüneburgischer Hofphotograph“ durch Sr. köngl. Hoheit Prinz Albrecht von Preußen, Regent von Braunschweig im Jahr 1899